# 窄叶西南附地菜
窄叶西南附地菜（学名：Trigonotis cavalerioi var. angustifolia）为紫草科附地菜属的变种，是中国的特有植物。分布于中国大陆的湖南、四川、云南等地，生长于海拔1,000米至2,000米的地区，常生于林缘、山地林下以及沟边阴湿处，目前尚未由人工引种栽培。

## 异名
- Trigonotis cavalerioi (Levl.) Hand.-Mazz. var. angustifolia C. J. Wang